# Torpedo TD 4806 C
Torpedo TD 4806 C bila je serija traktora koja se proizvodila u riječkoj tvornici Torpedo od 1970-ih do 1990-ih po licenci njemačkog proizvođača Deutz. Traktor je bio cjenovno povoljan, a mogao se koristiti u poljoprivredi, šumarstvu, građevinarstvu i industriji.

## Osobitosti

### Motor
- Tip motora: F3L/ zrakom hlađen motor
- Broj cilindara: 3
- Snaga/ broj okretaja: 35/ 2300ks/ min
- Promjer cilindra: 100/120 mm
- Okretni moment: 170 Nm
- Potrošnja goriva: 160-165g /Hph
- Spojka: dvostruka tarna

### Mjenjačka kutija
- tip TW 40.1
- Brzina naprijed/ nazad: 8/2
- Brzina naprijed: 2-25 km/h
- Brzina nazad: 2.6-11.5 km/h
- Kotači prednji: 7.50-16 in
- Kotači stražnji: 13.6-28 in

### Vratilo
- Promjer/ duljina: 1 3/5x 75mm
- Okretni moment: 1470 Nm
- Okretna brzina: 540 min

### Hidraulika
- hidraulično dizalo: tip 40.1 Deutz Transfermatic
- regulacija tlaka zamašnjakom
- radni tlak: 175 bar
- podizna sila: 16.000 N
- pogon pumpe: s motora

### Dimenzije
- Ukupna dužina: 3470mm
- Ukupna širina: 1660mm
- Visina krova kabine: 2510mm
- Razmak osovina: 2000mm
- Radijus zakretanja: 3.6m